# 莫泽
莫泽（德語：Moser）可以指：
- 迈-布里特·莫泽（挪威語：May-Britt Moser，1963年1月4日－），挪威心理學家和神經科學家。
- 爱德华·莫泽（挪威語：Edvard Moser，1962年4月27日－），挪威心理学家、神经科学家.
- 汉斯·莫泽（德語：Hans Moser，1901年1月19日－1974年11月18日），瑞士男子马术运动员。

|  | 本页或本分段罗列了姓氏为「莫泽」的人物。 如果是一个指代特定个人的内链将您引导到本页，請考慮修正該人物的名字以將链接指向正確的條目。 |